# Angern, Sachsen-Anhalt
Angern är en kommun och ort i Landkreis Börde i förbundslandet Sachsen-Anhalt i Tyskland.
De tidigare kommunerna Bertingen, Mahlwinkel och Wenddorf uppgick i Angern den 1 januari 2010.
Kommunen ingår i förvaltningsgemenskapen Elbe-Heide tillsammans med kommunerna Burgstall, Colbitz, Loitsche-Heinrichsberg, Rogätz, Westheide och Zielitz.